# Josh Jackson (basket-ball)
Pour les articles homonymes, voir Josh Jackson.
Joshua O’Neal Jackson, né le 10 février 1997 à San Diego en Californie, est un joueur américain de basket-ball évoluant aux postes d'arrière et ailier.

## Biographie

### Carrière universitaire
Josh Jackson va au lycée de Justin-Siena situé à Napa en Californie.
Il intègre ensuite l'université du Kansas où il échoue en finale régionale, aux portes du Final Four de la March Madness 2017 face aux Ducks de l'Oregon. Le 17 avril 2017, il se présente à la draft 2017 de la NBA où il est attendu parmi les cinq premiers choix.

### Carrière professionnelle

#### Suns de Phoenix (2017-2019)
Le 22 juin 2017, il est choisi en 4e position par les Suns de Phoenix.

#### Grizzlies de Memphis (2019-2020)
Le 3 juillet 2019, il est échangé aux Grizzlies de Memphis en compagnie de De'Anthony Melton contre Kyle Korver et Jevon Carter ainsi que deux second tours de draft (2020 et 21). L'équipe annonce que Josh Jackson ne commencera pas la saison en NBA, et ne participera pas au training camp. Il doit jouer dans un premier temps avec les Hustle de Memphis en NBA Gatorade League le temps de faire ses preuves. Ensuite et en fonction de ses résultats, il devrait intégrer la grande ligue.
Le 29 janvier 2020, il joue son premier match avec les Grizzlies.

#### Pistons de Détroit (2020-février 2022)
Agent libre à l'intersaison 2020, il signe avec les Pistons de Détroit.

#### Kings de Sacramento (2022)
En février 2022, il est envoyé aux Kings de Sacramento dans un échange à quatre équipes,.

## Palmarès
- NBA All-Rookie Second Team (2018)

## Statistiques

### Universitaires
Les statistiques de Josh Jackson en matchs universitaires sont les suivantes :
| Saison    | Équipe   | Matchs | Titul. | Min./m | % Tir | % 3pts | % LF | Rbds/m. | Pass/m. | Int/m. | Ctr/m. | Pts/m. |
| --------- | -------- | ------ | ------ | ------ | ----- | ------ | ---- | ------- | ------- | ------ | ------ | ------ |
| 2016-2017 | Kansas   | 35     | 35     | 30,8   | 51,3  | 37,8   | 56,6 | 7,37    | 2,97    | 1,69   | 1,06   | 16,34  |
| Carrière  | Carrière | 35     | 35     | 30,8   | 51,3  | 37,8   | 56,6 | 7,37    | 2,97    | 1,69   | 1,06   | 16,34  |

### Saison régulière NBA
| Saison    | Équipe   | Matchs | Titul. | Min./m | % Tir | % 3pts | % LF | Rbds/m. | Pass/m. | Int/m. | Ctr/m. | Pts/m. |
| --------- | -------- | ------ | ------ | ------ | ----- | ------ | ---- | ------- | ------- | ------ | ------ | ------ |
| 2017-2018 | Phoenix  | 77     | 35     | 25,4   | 41,7  | 26,3   | 63,4 | 4,56    | 1,55    | 1,04   | 0,45   | 13,14  |
| 2018-2019 | Phoenix  | 79     | 29     | 25,2   | 41,3  | 32,4   | 67,1 | 4,39    | 2,32    | 0,94   | 0,71   | 11,52  |
| 2019-2020 | Memphis  | 22     | 0      | 17,3   | 44,0  | 31,9   | 70,0 | 3,00    | 1,59    | 0,82   | 0,41   | 9,00   |
| 2020-2021 | Détroit  | 62     | 25     | 25,2   | 41,9  | 30,0   | 72,9 | 4,10    | 2,30    | 0,90   | 0,80   | 13,40  |
| Carrière  | Carrière | 240    | 89     | 24,5   | 41,8  | 29,8   | 67,6 | 4,20    | 2,00    | 0,90   | 0,60   | 12,30  |

Mise à jour le 20 septembre 2021

## Records sur une rencontre en NBA
Les records personnels de Josh Jackson en NBA sont les suivants, :
| Type de statistique        | Saison régulière | Saison régulière                  | Saison régulière |
| Type de statistique        | Record           | Adversaire                        | Date             |
| -------------------------- | ---------------- | --------------------------------- | ---------------- |
| Points                     | 36               | Warriors de Golden State          | 17 mars 2018     |
| Paniers marqués            | 15               | Pelicans de La Nouvelle-Orléans   | 5 avril 2019     |
| Paniers tentés             | 29               | Pelicans de La Nouvelle-Orléans   | 5 avril 2019     |
| Paniers à 3 points réussis | 5                | 4 fois                            | 4 fois           |
| Paniers à 3 points tentés  | 10               | @ Lakers de Los Angeles           | 6 février 2021   |
| Lancers francs réussis     | 10               | 2 fois                            | 2 fois           |
| Lancers francs tentés      | 13               | @ Grizzlies de Memphis            | 28 février 2018  |
| Rebonds offensifs          | 6                | 2 fois                            | 2 fois           |
| Rebonds défensifs          | 9                | 4 fois                            | 4 fois           |
| Rebonds totaux             | 12               | @ Pelicans de La Nouvelle-Orléans | 26 février 2018  |
| Passes décisives           | 8                | Clippers de Los Angeles           | 10 décembre 2018 |
| Interceptions              | 5                | @ Jazz de l'Utah                  | 6 février 2019   |
| Contres                    | 5                | Cavaliers de Cleveland            | 1er avril 2019   |
| Balles perdues             | 9                | Timberwolves du Minnesota         | 11 mai 2021      |
| Minutes jouées             | 46               | Pelicans de La Nouvelle-Orléans   | 5 avril 2019     |

- Double-double : 9
- Triple-double : 0

Dernière mise à jour : 17 juillet 2022

## Vie privée
Lors de l’été 2019 il entre dans un programme de déjudiciarisation. Ce programme a pour but de lui permettre d'être exonéré de ses délits. En effet il a sur le dos une affaire de tentative de fuite et de refus de coopération avec la police de Miami, mais aussi une de vandalisme. Enfin il est aussi accusé d'avoir donné du cannabis à sa fille. En plus de pouvoir ainsi régler ses affaires avec la justice, ce programme peut lui permettre de redorer son image en NBA, déjà entachée en 2 ans de carrière.
En octobre 2018, il raconte aux médias avoir été présent lors de l'affaire de "malice at the palace" expliquant qu'à l'époque il était fan des Pistons de Détroit.